# Antonio Maceo

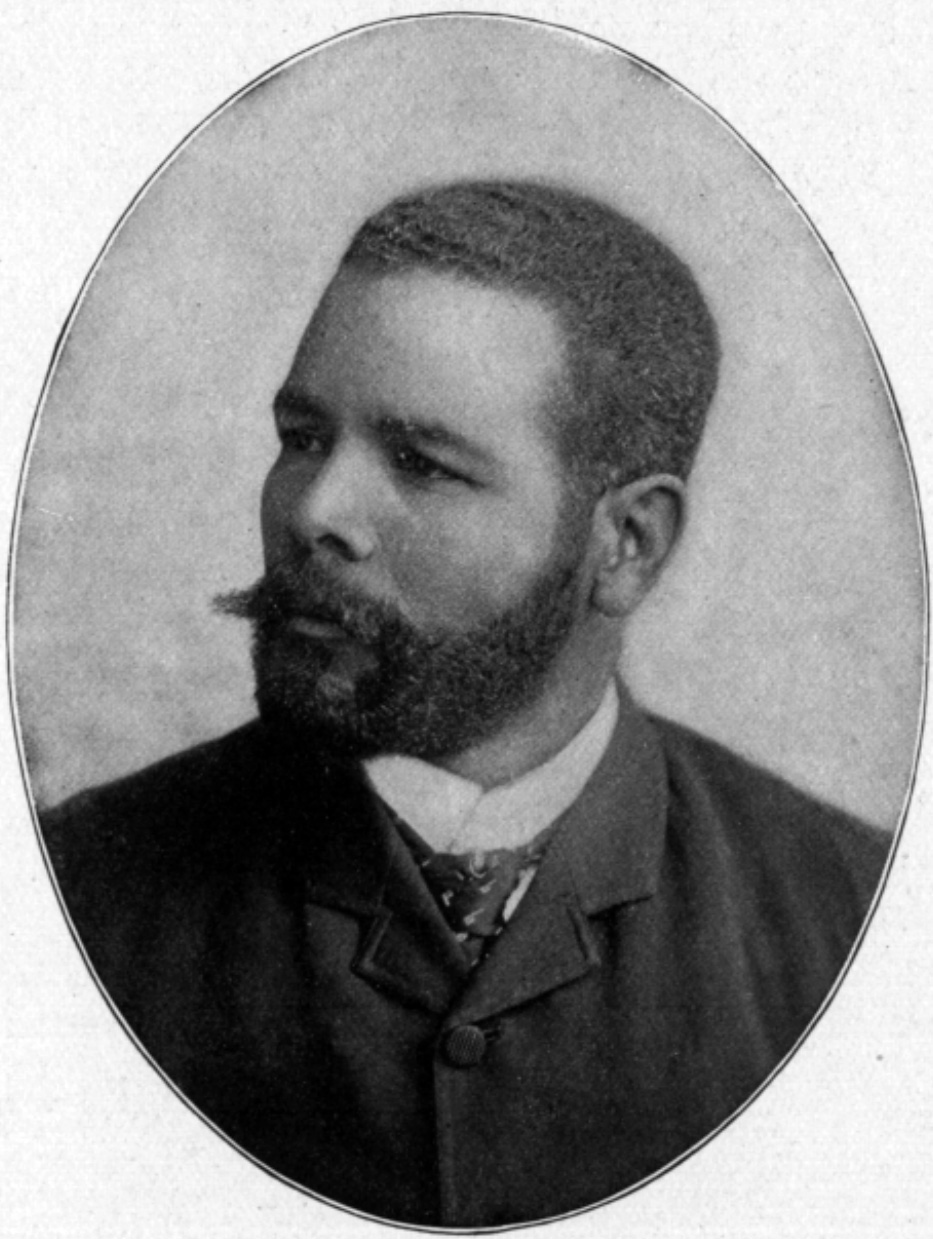
Antonio Maceo

Antonio Maceo, född 14 juni 1845 i Majaguabo, San Luis, Kuba, död 5 juli 1896 i slaget vid Loma del Gato, var en av de mest kända gerilla-ledare i Latinamerika under 1800-talet.